# Le Dauphiné libéré
Le Dauphiné libéré (deutsch „Die befreite Dauphiné“) ist eine französische regionale Tageszeitung mit Sitz in Veurey bei Grenoble. Ihr Name reflektiert das Verbreitungsgebiet, das in etwa der historischen Provinz Dauphiné entspricht, sowie den Umstand, dass die Zeitung im Zuge der Befreiung Frankreichs am Ende des Zweiten Weltkriegs gegründet wurde.

## Erscheinen, Auflage, Eigentumsverhältnisse
Die Zeitung erscheint sechsmal wöchentlich. Sie bedient die Départements Isère, Drôme, Ardèche, Savoie, Haute-Savoie, das Pays de Gex im Département Ain sowie die Départements Vaucluse, Hautes-Alpes und den nordöstlichen Zipfel des Départements Alpes-de-Haute-Provence um den Ort Barcelonnette. Das so abgedeckte Gebiet umfasst 2225 Gemeinden. Das Blatt ist die einzige Tageszeitung für den Großraum Grenoble und große Teile des übrigen Verbreitungsgebiets. Die gemittelte verkaufte Auflage der Printausgabe betrug 2020 etwa 173.000 Exemplare.
Das herausgebende Unternehmen firmiert unter dem Titel des Periodikums und hat seinen Sitz in Veurey-Voroize bei Grenoble. Es gehört zur Mediengruppe Est Bourgogne Rhône Alpes (EBRA), die von der Bank Crédit Mutuel kontrolliert wird. Es hat 1200 Beschäftigte, darunter 260 Journalisten, und 2200 lokale Korrespondenten. Nach eigenen Angaben erreicht die Zeitung täglich 879.000 Leser.

## Geschichte

### 1944–1945: Gründung
Im Zuge der bevorstehenden Befreiung Frankreichs von der deutschen Besatzung im Zweiten Weltkrieg wurde von einem für das Département Isère gegründeten gemeinsamen Gremium der verschiedenen Résistance-Bewegungen in der Region, dem Comité Départemental de Libération Nationale, bei einem Treffen am 25. Januar 1944 in der Ortschaft Méaudre im Gebirgsmassiv Vercors die Gründung von vier Zeitungen für die Zeit nach der Befreiung vereinbart, zu denen auch Le Dauphiné libéré unter dem Einfluss der Widerstandsgruppe Mouvement de libération nationale (MLN) gehörte. Nachdem die Départementshauptstadt Grenoble am 22. August 1944 befreit worden war, hatte jedoch der MLN im Widerstandskampf so schwere personelle Verluste erlitten, dass er nicht in der Lage war, die Zeitungsgründung sofort ins Werk zu setzen. Am 15. Januar 1945 wurde deshalb eine Vereinbarung mit dem kommunistisch dominierten Front national zur Gründung einer gemeinsamen Zeitung mit dem Titel Les Allobroges – Le Dauphiné libéré geschlossen. Die Zusammenarbeit währte jedoch nur kurz, weil der MLN unter Louis Richerot sich mit der dominierenden Position des Front national nicht abfinden konnte. Infolgedessen wurde schließlich doch Le Dauphiné libéré als eigenständige Zeitung mit Richerot als erstem Geschäftsführer gegründet. Die erste Ausgabe erschien am 7. September 1945 in einer Auflage von 100.000 Exemplaren.
Als dominierende Zeitung für den Raum Grenoble und Savoyen trat Le Dauphiné libéré die Nachfolge von Le Petit Dauphinois an, die nach der Befreiung aufgelöst worden war, weil sie sich durch eine dem Vichy-Regime und der deutschen Besatzungsmacht treue Linie kompromittiert hatte. Die neue Zeitung stand unmittelbar nach ihrer Gründung politisch der sozialistischen Partei SFIO nahe, mäßigte jedoch ihre Linie schnell und gewann den überwiegenden Teil der früheren Leser des Petit Dauphinois für sich.

### 1946–1956: Expansion
1946 wurde eine zusätzliche Regionalausgabe für das Département Vaucluse gestartet. Le Dauphiné libéré wurde zur einzigen Tageszeitung in den französischen Alpen und dem Rhonetal. 1950 war eine Auflage von 200.000 Exemplaren erreicht, und das Blatt war nach Ouest-France und Le Progrès aus Lyon die drittgrößte Regionalzeitung in Frankreich. Am 8. März 1953 erschien zum ersten Mal die Sonntagsausgabe Le Dauphiné libéré Dimanche. Ab September 1956 enthielt die Sonntagszeitung als eine der ersten in Europa Farbseiten. Ab 1955 gab das Unternehmen zudem den Titel La Dernière Heure Lyonnaise heraus.
Seit 1947 veranstaltete die Zeitung das international bekannte Radrennen Critérium du Dauphiné Libéré.

### 1957–1977: Erwerb anderer Titel und Allianzen
Anfang der 1960er Jahre kaufte das Unternehmen die Zeitungen L’Écho de la Liberté aus dem Raum Lyon und La Dépêche im Département Loire auf und lancierte eine Regionalausgabe für das Département Saône-et-Loire.
Der jahrelange Konkurrenzkampf zwischen dem Dauphiné libéré und dem Lyoner Progrès endete im September 1966 zunächst mit der Unterzeichnung eines Kooperationsabkommens zwischen den beiden Unternehmen, in dessen Rahmen im technischen Bereich und im Werbegeschäft zusammengearbeitet wurde. 1977 wurde der Firmensitz in Veurey (Centre de presse Louis Richerot) eingeweiht, wo die Regionalausgaben für die Alpenregion gedruckt werden.

### Seit 1979: Eigentümerwechsel und Diversifizierung
Nachdem 1979 Jean-Charles Lignel die Leitung von Le Progrès übernommen hatte, wurde die Zusammenarbeit mit dem Dauphiné libéré eingestellt. 1983 wurde Le Dauphiné libéré von der Mediengruppe Socpresse des Unternehmers Robert Hersant aufgekauft, der drei Jahre später auch Le Progrès erwarb. Am 3. November 1988 verstarb der Zeitungsgründer Louis Richerot.
1989 wurde der Unternehmensbereich Éditions Dauphiné libéré gegründet mit dem Ziel einer Diversifizierung durch das Schaffen von Zeitschriftentiteln und anderen Druckerzeugnissen.
2004 übernahm der Milliardär Serge Dassault (1925–2018) die Socpresse und damit die Kontrolle über ein Medienimperium, dem neben dem Dauphiné libéré auch Titel wie Le Figaro und L’Express angehörten.
Im September 2009 wurde bekannt, dass die Bank Crédit Mutuel unter ihrem Direktor Michel Lucas das ausschließliche Eigentum an der Mediengruppe Est Bourgogne Rhône Alpes (EBRA) erwerben werde, zu der Le Dauphiné libéré mittlerweile gehörte. Die Bank hielt zu diesem Zeitpunkt bereits 49 % der Akten. 2015 beherrschte die EBRA den Regionalzeitungsmarkt im Osten Frankreichs mit den Titeln (Auflagen in Klammern) Le Républicain Lorrain (114.123), L’Alsace (83.254), Dernières Nouvelles d’Alsace (156.741), Le Bien Public (39.539), L’Est Républicain (134.775), Le Journal de Saône-et-Loire (51.853), Le Progrès (196.102) und Le Dauphiné libéré (219.568).